# Mucor indicus
Mucor indicus är en svampart som beskrevs av Lendn. 1930. Mucor indicus ingår i släktet Mucor och familjen Mucoraceae.   Inga underarter finns listade i Catalogue of Life.